# Кристиада (фильм)
Кристиада (исп. Cristiada) или (англ. For Greater Glory (короткое название), англ. For Greater Glory: The True Story of Cristiada (оригинальное название)); вариант русскоязычного названия "Битва за свободу" — мексиканский англоязычный фильм режиссёра Дина Райта, в основу которого легли события периода войны кристерос в Мексике. Снят по оригинальному сценарию Майкла Лава.

## Сюжет
Фильм начинается с описания антикатолических положений Конституции 1917 года, согласно которой влияние Римско-католической церкви было сильно ограничено (запрещены монашеские ордена, национализировано имущество, образование стало светским и др.). В ответ на это в Мексике вспыхивает восстание, получившее название «войны кристерос» или «Кристиада».
Сюжет повествует о многих деятелях той войны и начинается с отца Христофера (Питер О’Тул), католического священника, которого безжалостно убили правительственные войска прямо на глазах тринадцатилетнего мальчика Хосе Луиса Санчеса (Маурисио Кури). Движимый гневом и яростью, Хосе присоединяется к повстанцам и встречается с их лидером, генералом в отставке Энрике Горостьета Веларде, который делает его своим протеже. Позднее, в одной из битв с федералами, Хосе был захвачен в плен и после пыток казнён. Энрике Горостьета был убит на следующий год в сражении при Халиско.

## Производство
Фильм «Кристиада» снимался в Мехико, Дуранго, Сакатекас, Сан-Луис-Потоси, Тласкала и Пуэбла. Картина стала режиссёрским дебютом Дина Райта, специалиста по визуальным эффектам, известного по участию в съёмках таких фильмов, как «Властелин колец» и «Хроники Нарнии».
При работе над сценарием «Кристиады» использовалась работа французского историка Жана Мейера «The cristero rebellion. The Mexican people between Church and State» (1976), хотя многие факты в фильме искажены.

## В ролях
| Актёр                   | Роль                      |
| ----------------------- | ------------------------- |
| Энди Гарсиа             | Горостьета Веларде        |
| Ева Лонгория            | Тулита                    |
| Маурисио Кури           | Хосе Луис Санчес дель Рио |
| Питер О'Тул             | отец Христофер            |
| Оскар Айзек Эрнандес    | Викториано Рамирес        |
| Сантьяго Кабрера        | отец Вега                 |
| Эдуардо Верастеги       | Анаклето Гонсалес Флорес  |
| Рубен Блейдс            | Плутарко Элиас Кальес     |
| Нестор Гастон Карбонель | алькальд Рафаэль Пикасо   |
| Каталина Сандино Морено | Адриана                   |
| Брюс Гринвуд            | Дуайт Морроу              |
| Брюс МакГилл            | Джон Калвин Кулидж        |
| Кариме Лусия Лосано     | Мария дель Рио            |
| Альма Мартинес          | сеньора Варгас            |
| Андрес Монтьель         | Флорентино Варгас         |

## Даты премьер
| Страна  | Дата            |
| ------- | --------------- |
| Мексика | 20 апреля 2012  |
| США     | 1 июня 2012     |
| Чили    | 25 октября 2012 |